# Augustus 1932
| Deze maand                                                                              |
| --------------------------------------------------------------------------------------- |
| - Bolivia en Paraguay in oorlog - Militaire opstand in Spanje - Rapport-Lytton lekt uit |

De volgende gebeurtenissen speelden zich af in augustus 1932. Sommige gebeurtenissen kunnen 1 of meerdere dagen te laat genoemd worden omdat ze per abuis vermeld zijn op de datum waarop ze bekend zijn geworden in plaats van de datum dat ze plaatsvonden.

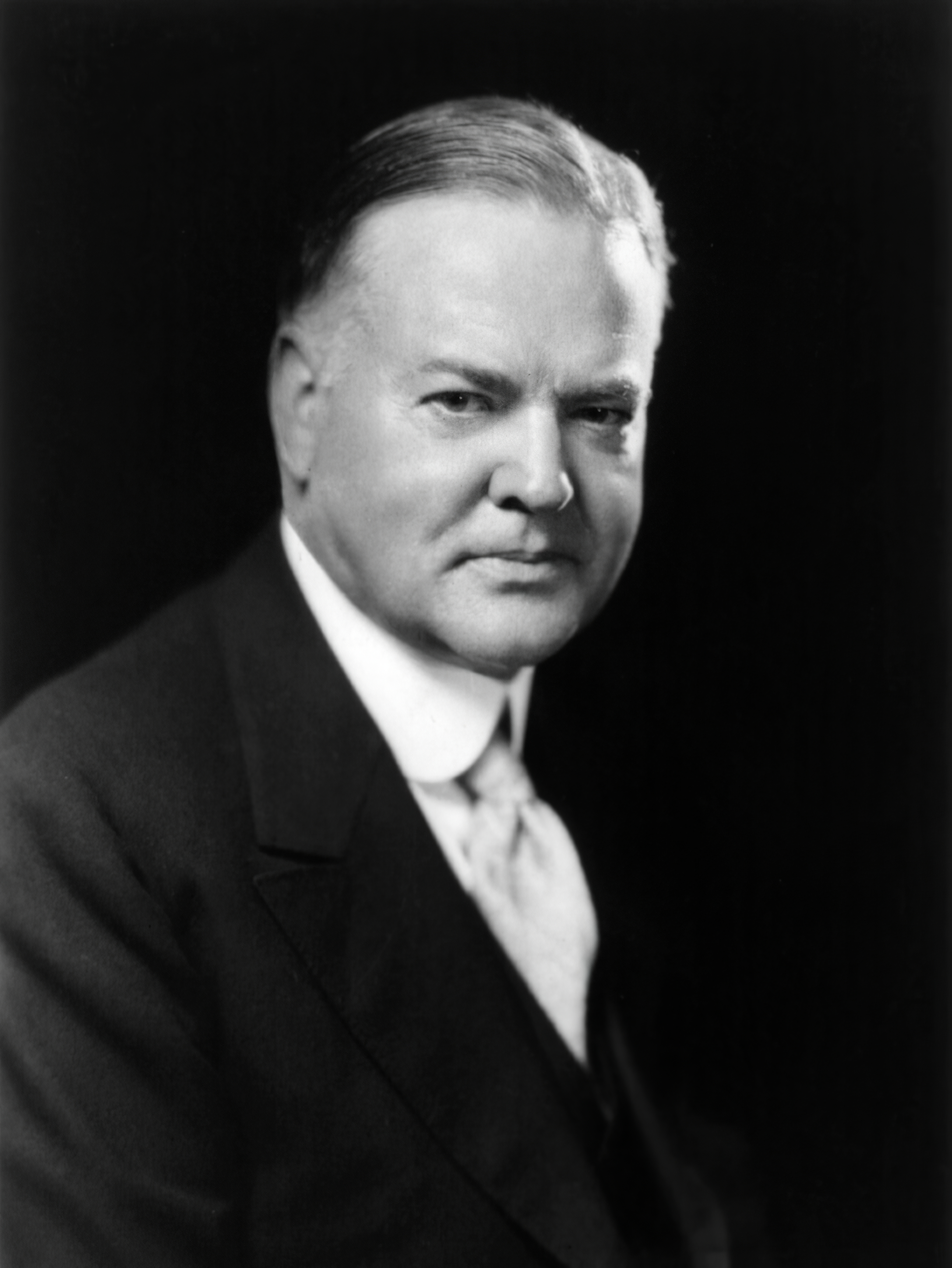
Herbert Hoover

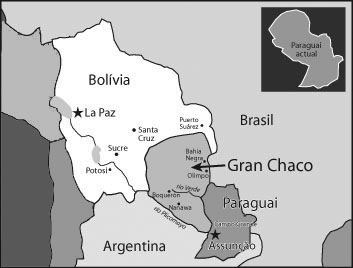
Betwist gebied in de Chaco-oorlog

Het Memelgebied

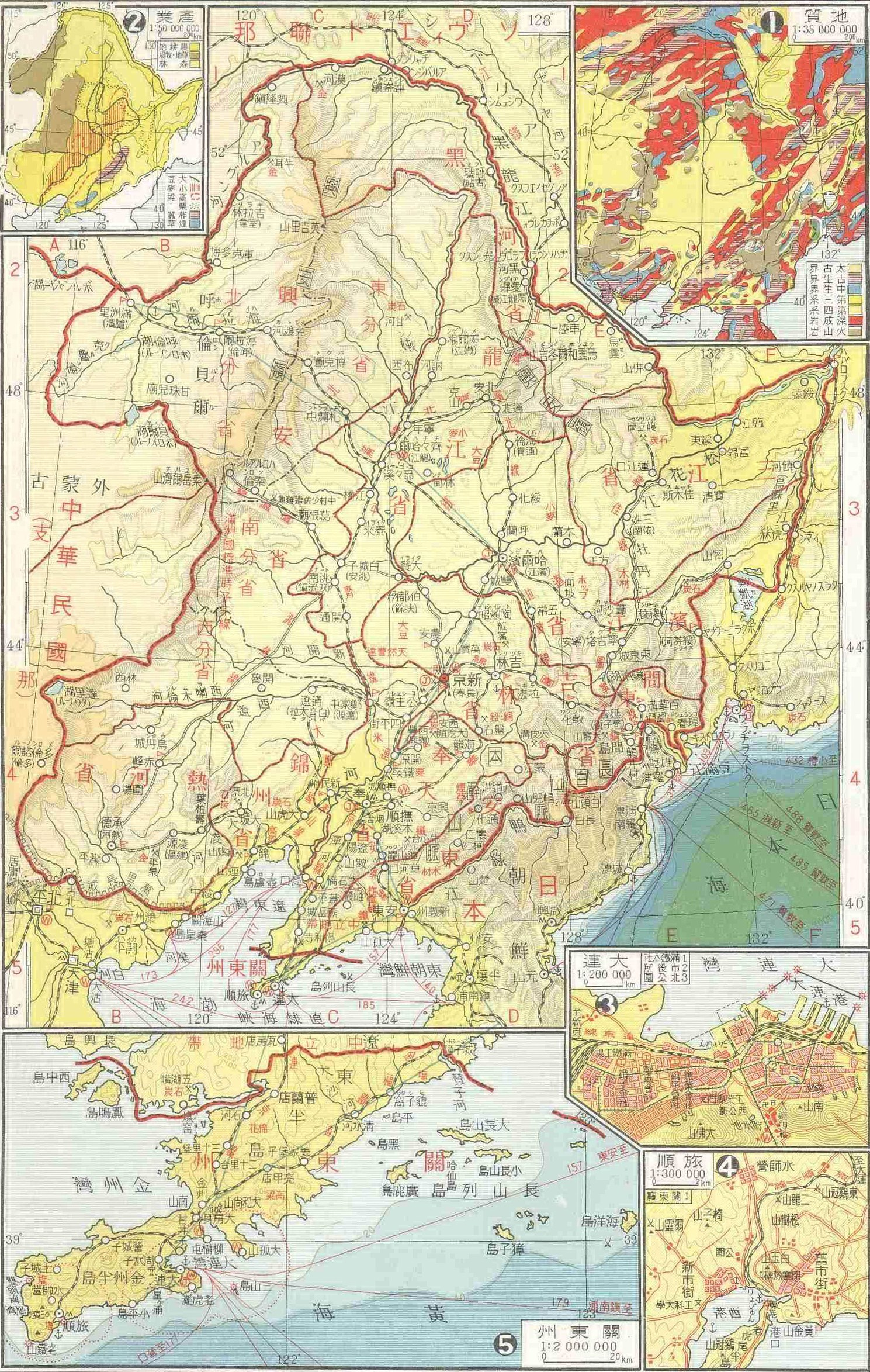
Mantsjoekwo

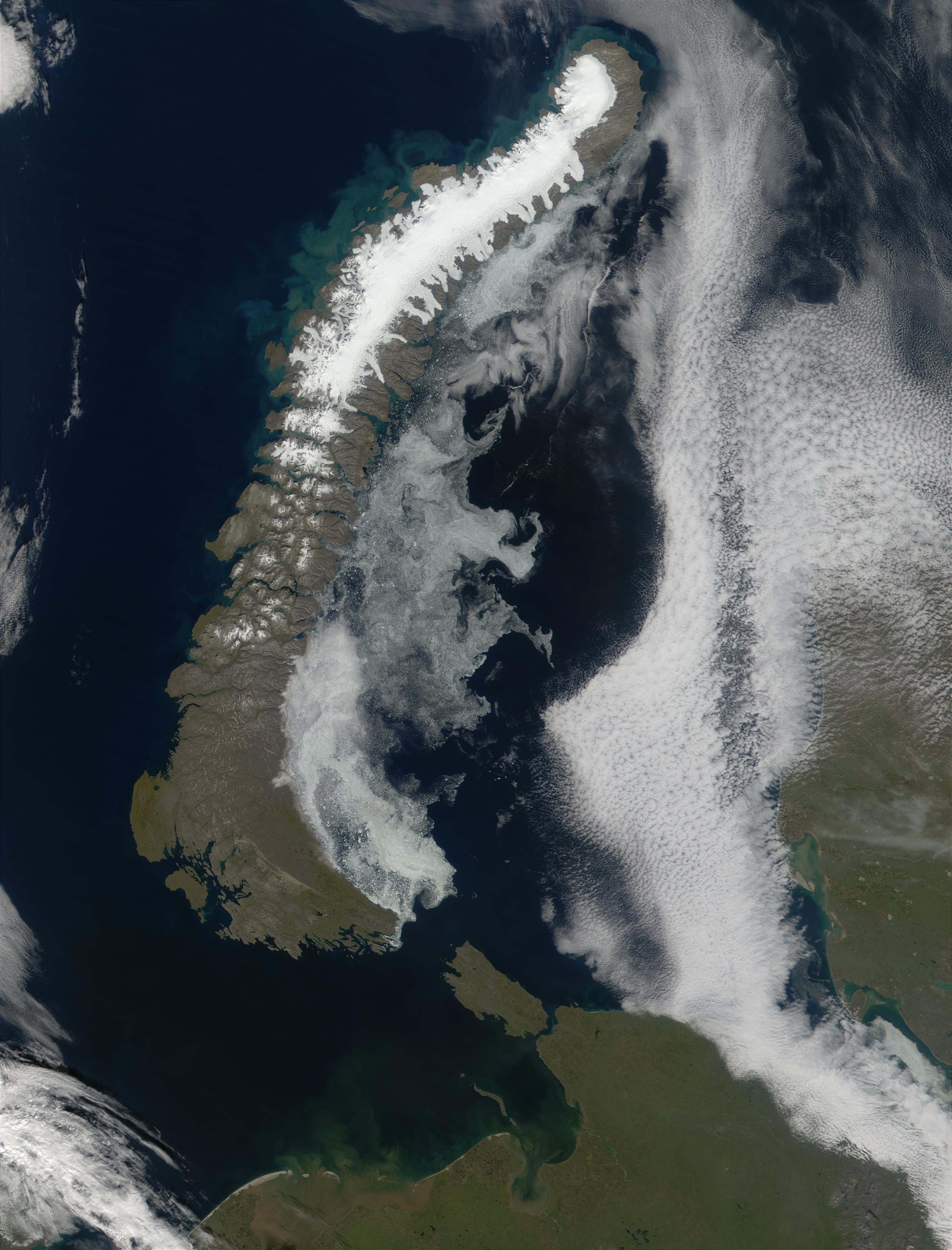
Nova Zembla

- 30 juli-14 augustus: Olympische Zomerspelen 1932 te Los Angeles.
- 1: De gemeenteraad van Brussel besluit intern, en in communicatie met Franstalige besturen elders, het Frans als voertaal te blijven gebruiken. Alleen in de communicatie met Vlaamstalige gebieden zal vanaf nu het Nederlands worden gebruikt.
- 2: President Herbert Hoover ontvouwt zijn plannen om de economische crisis het hoofd te bieden.
- 2: China richt een vrijwilligersleger van 200.000 man op om Japan het hoofd te bieden. Er worden verregaande economische sancties aangekondigd om Japan te dwingen Mantsjoerije te ontruimen.
- 3: De regering van Paraguay roept op tot een algemene mobilisatie in verband met een gewapend conflict met Bolivia over bezit van het Gran Chaco-gebied (de Chaco-oorlog).
- 4: De tekst van het verdrag van Ouchy ter verlaging van de onderlinge invoerrechten tussen Nederland, België en Luxemburg wordt gepubliceerd.
- 8: Nederland en Bulgarije treden toe tot het akkoord van vertrouwen.
- 8: Paraguay aanvaardt het voorstel van de Pan-Amerikaanse Unie tot bijlegging van het Gran Chaco-conflict, maar Bolivia verwerpt het.
- 9: President Herbert Hoover bepleit de invoering van de vijfdaagse werkweek.
- 9: In Duitsland wordt een noodverordening uitgevaardigd om het politieke geweld te beteugelen. Punten zijn onder meer:
  - doodstraf voor doodslag op politieke tegenstanders, politiebeambten of militairen
  - doodstraf voor brandstichting en andere misdrijven met openbaar gevaar, indien deze een dodelijke afloop hebben
  - speciale rechtbanken om deze strafzaken zo snel mogelijk af te kunnen handelen
- 11: In Spanje breekt een opstand uit onder militairen en ex-militairen. Behalve in Sevilla weet de regering de opstand neer te slaan.
- 11: De regering van China treedt af.
- 11: Het Permanente Hof van Internationale Justitie doet uitspraak betreffende de rechtmatigheid van recente politieke ontwikkelingen in het Memelland.
- 12: Alle verbindingen met het in opstand zijnde São Paulo zijn verbroken.
- 12: Het niet-aanvalsverdrag tussen de Sovjet-Unie en Finland treedt in werking.
- 12: In Spanje wordt opstandelingenleider José Sanjurjo gearresteerd. De regering is de situatie weer meester.
- 12: De KLM en Air Orient besluiten tot nauwere samenwerking om hun luchtvaartdiensten Amsterdam-Batavia en Marseille-Saigon beter op elkaar af te stemmen.
- 13: Uit betrouwbare bron wordt vernomen dat het (nog niet gepubliceerde) voorlopige rapport van de commissie-Lytton die de situatie in Mantsjoerije onderzoekt, vernietigend is over de handelwijze van Japan, dat het incident dat tot de militaire actie in Mantsjoerije leidde welbewust veroorzaakt zou hebben.
- 13: De Duitse geleerde Erich Regener slaagt erin met een ballon de kosmische straling tot een hoogte van 28 km te meten; tot nog toe was dit slechts tot 12 km hoogte gebeurt. De kosmische straling blijkt tussen 12 en 28 km minder snel toe te nemen dan werd aangenomen.
- 13: Al sedert enkele weken wordt er gevochten aan de grens tussen Tibet en de Chinese provincie Szechuan.
- 13: Paraguay wijst in het San Chaco-conflict de voorgestelde wapenstilstand op basis van de status quo van de hand.
- 13: Onderhandelingen tussen Paul von Hindenburg en Adolf Hitler betreffende de vorming van een nieuwe regering zijn een mislukking: Hitler verwierp Hindenburgs voorstel om tot de regering toe te treden, terwijl op zijn beurt Hindenburg Hitlers wens de volledige regeringsmacht te krijgen verwierp.
- 16: In een referendum worden wijzigingsvoorstellen op de grondwet van Estland verworpen.
- 17: Argentinië, Brazilië, Chili en Peru sluiten een nieuw neutraliteitsverdrag. De staten verplichten zich geen gebiedswijziging te erkennen welke is verkregen door geweld - een verwijzing naar het Gran Chaco-conflict tussen Bolivia en Paraguay.
- 17: Paraguayaanse troepen veroveren Caraya op Bolivia.
- 19: Auguste Piccard bereikt met een ballon een hoogte van 16.700 meter. Het is de tweede keer dat hij met een ballon de stratosfeer bezocht.
- 20: Het Spaanse parlement keurt de wet goed die alle bezittingen van de deelnemers aan de recente opstand onteigent.
- 22: Professor Samoilovich van de Russische ijsbreker Rusanov meldt de ontdekking van een aantal eilanden in de Noordelijke IJszee rond 75°48' N, 81°20' OL.
- 23: In Batavia wordt een monument voor gouverneur-generaal J.B. van Heutsz opgericht.
- 25: Generaal José Sanjurjo, leider van de opstand van 11-12 augustus, wordt ter dood veroordeeld. President Zamora zet de straf om in levenslange gevangenisstraf.
- 26: Portugal brengt de sardine-industrie onder staatscontrole.
- 29: Japan verklaart Mantsjoekwo binnenkort te willen erkennen. De Verenigde Staten verklaren tegen een dergelijke actie formeel te zullen protesteren.
- 29: Duitsland stuurt een memorandum naar Frankrijk, waarin het zijn standpunten betreffende de Ontwapeningsconferentie meedeelt: Alle landen zouden moeten ontwapenen tot het niveau dat Duitsland in het Verdrag van Versailles is opgelegd. Nu dit niet haalbaar lijkt, zal Duitsland voor zichzelf deel V van het verdrag beschouwen als niet meer geldig, en vervangen door de uitkomst van de Ontwapeningsconferentie.
- 31: rijkskanselier Franz von Papen krijgt van rijkspresident Paul von Hindenburg onbeperkte volmacht tot ontbinding van de Rijksdag.
- 31: De ijsbreker Sibirjakov voltooit de eerste volledige omvaring van Nova Zembla.

<< · januari · februari · maart · april · mei · juni · juli · augustus · september · oktober · november · december · >>